# Clitenososia
Clitenososia es un género de escarabajos de la familia Chrysomelidae. En 1931 Laboissière describió el género. Contiene las siguientes especies:
- Clitenososia flava (Laboissiere, 1940)
- Clitenososia fulva (Laboissiere, 1922)
- Clitenososia maculicollis Laboissiere, 1931